# Glimlampe
En glimlampe er en miniature gasudladningslampe som typisk indeholder neongas ved et lavt tryk i en lufttæt glaskapsel. Kun i et tyndt område nær elektroderne gløder disse lamper, hvilket adskiller dem fra meget større og lysstærkere neonrør, som anvendes i skilte.
Glimlamper blev og bliver stadig anvendt til kontrollamper (f.eks. i en polsøger), signallamper og ledelys. Ledelys anvendes f.eks. i trappeopgange til at vise hvor lyskontakten er.
Glimlamper var meget almindelige i elektroniske visningsenheder i elektronik i 1970'erne. Det grundlæggende glimlampedesign anvendes i dag i plasmaskærme.
Her er et eksempel på at to glimlamper, som udviser negativ differentiel modstand, kan fungere som en astabil multivibrator.